# Bernard Buchowiecki
Bernard Buchowiecki na Buchowiczach herbu Drogosław – podpułkownik nadkompletowy 3. Regimentu Pieszego Buławy Polnej Litewskiej, chorąży brzeskolitewski w 1774 roku, poseł powiatu brzeskolitewskiego na sejm grodzieński (1793), członek konfederacji grodzieńskiej w 1793 roku.